# Freimann (métro de Munich)
Freimann (en allemand : U-Bahnhof Freimann) est une station de la ligne U6 du métro de Munich. Elle est située dans le quartier Freimann, secteur de Schwabing-Freimann à Munich en Allemagne. Juste à l'est de la station, la Bundesautobahn 9 est parallèle à celle-ci, la séparant du centre historique du quartier. À l'ouest de la station se trouve un lotissement construit pour les travailleurs de l'atelier de réparation Munich-Freimann. Plus à l'ouest se trouve la zone industrielle et commerciale Freimanner Hölzl, qui abrite également la salle d'événements Zénith et le MOC Veranstaltungscenter

## Situation sur le réseau

Plan du métro (2020).

Entre les stations Freimann et Studentenstadt, il y a l'A 9, le périphérique nord et le Frankfurter Ring. En quittant la ville, en traversant la Heidemannstraße sur la Heidemannbrücke, on atteint la station Kieferngarten.

## Histoire
Faisant partie de la ligne entre les stations de Kieferngarten et Goetheplatz, qui ouvre ses portes le 19 octobre 1971, la station est l'une des plus anciennes stations de métro de Munich. Elle est conçue sous le nom de Harnierplatz.
La gare est reconstruite de 2006 à 2009, car c'était la seule du réseau de métro de Munich à ne pas être accessible aux personnes à mobilité réduite. Puisqu'à cette époque il n'existait que l'entrée nord, la gare est difficilement accessible de l'autre côté de l'A9. Pendant l'été 2006, le pavage de la plate-forme est d'abord rénové. Pendant cette phase, aucun métro ne s'arrête à la station. De 2007 à 2009, l'entrée sud est construite et la verrière est renouvelée. L'entrée nord est ensuite rénovée. Les travaux de construction sont achevés fin 2009. Le quai de la gare est recouvert de dalles de granit. Les deux tiers nord de la station sont couverts par une verrière avec des tubes fluorescents fixés aux supports. Le toit est soutenu par des piliers revêtus de panneaux d'aluminium.

## Services aux voyageurs

### Accès et accueil
La gare à double voie avec un quai central a deux entrées. Sous l'extrémité nord de la plate-forme, il y a un portique qui mène à Georg-Wopfner-Straße et Harnierplatz. De là, la gare n'est accessible que par des escaliers fixes. L'accès sud modernisé consiste en un pont enjambant les voies qui relient Georg-Wopfner-Strasse et Zinnienstrasse via un passage souterrain d'autoroute. Celui-ci est pourvu d'escaliers fixes et d'un ascenseur à chaque extrémité. La plate-forme est reliée à ce pont via des escaliers mécaniques et des escaliers fixes et un autre ascenseur.

### Intermodalité
Il n'y a pas de correspondance avec les autres transports publics.